# Arabissos
Arabissus ou Arabissos, parfois Tripotamos, est une ancienne cité antique, située dans l'actuelle Turquie (proche de la ville d'Afşin), en Cappadoce. 

## Géographie
La ville correspond à l'actuelle Afşin, anciennement Yarpuz, dans la province de Kahramanmaraş, en Turquie,.

## Histoire
Arabissos est mentionnée à partir du IVe siècle et fait généralement partie de la province romaine d'Arménie III. L'étymologie de la ville est incertaine. Il ne peut être exclu qu'elle soit liée aux Arabes, dont des tribus pourraient avoir précocement colonisé la région, sans certitude. Une autre interprétation possible serait une lointaine origine hittite, au travers du terme Arawa mais cela paraît peu probable au regard du décalage chronologique entre la disparition de l'Empire hittite et les premières mentions de la cité. Le suffixe issos ou issus est lui plus classique dans la dénomination des villes de l'Antiquité. 
Elle dispose d'une importance régionale sous l'Empire romain tardif puis l'Empire byzantin. Siège d'un évêché, elle voit la naissance de Maurice, empereur byzantin de 582 à 602, qui aurait conféré divers privilèges à la cité, même si elle subit aussi un séisme vers 590.  Plusieurs évêques sont connus jusqu'au VIIe siècle, date à laquelle la ville commence à souffrir des guerres arabo-byzantines car située à proximité directe de la frontière avec le califat abbasside. Parmi eux, Otreius participe au premier concile de Constantinople en 381, Adollius au concile de Chalcédoine en 451 et Georgius au concile In Trullo en 692.
Arabissos demeure un siège titulaire de l'Église catholique.